# Crystal F
Crystal F (bürgerlich Hauke Schmidt; * 4. Mai 1988 in Hameln) ist ein deutscher Rapper. Er ist neben Arbok 48 und Crack Claus einer der drei Rapper von Ruffiction, Eigentümer des Independent-Labels Ruffiction Productions und hat mehrere Soloalben veröffentlicht.

## Leben
Der heute in Berlin lebende Hauke Schmidt wuchs in Estorf bei Nienburg auf und begann im Jahr 2004, professionell Musik zu produzieren. 2006 lernte er Crack Claus und Partisan kennen und begann, mit ihnen gemeinsam Musik zu produzieren. Crystal F, wie sich Schmidt nun pseudonym nannte, gründete im gleichen Jahr als Nebenprojekt das Label Ruffiction Productions, das zunächst für seine Bekannten gedacht war, dann jedoch genutzt wurde, um die Rapgruppe Doom & Death (auch bekannt als DAD), zu dem Zeitpunkt noch bestehend aus Partisan, Phil und ihm, zu vermarkten. Zu dieser Zeit hat er an verschiedenen Orten in Deutschland gelebt, ist viel umhergezogen, bis er dann 2009 endgültig nach Berlin zog, wo er bis heute lebt. 2007 veröffentlichte er mit den damaligen Ruffiction-Mitgliedern das Album Das wird eine Nacht als Free Download, das wegen seiner gewalttätigen Texte von der Bundesprüfstelle für jugendgefährdende Medien (BPjM) indiziert wurde. Auch die Labelwebsite wurde mehrere Monate gesperrt. 2009 erschien Crystal Fs erstes Soloalbum Kunst des Todes.
Nach der Online-EP Ruffradikal (2010) folgte 2012 sein zweites Soloalbum X. Sein Album Narben, das am 26. August 2016 erschien, erreichte Platz 10 der deutschen Albumcharts. Sein bisher bestplatziertes Album Das Leben danach, erschienen am 11. Juni 2021, erreichte Platz 2.

## Musikstil und Image
Die BPjM sieht in den Texten Gewaltverherrlichung sowie Schwulen- und Frauenfeindlichkeit. Hauke Schmidt selbst distanziert sich ganz eindeutig von Gewalt gegen Minderheiten.

## Diskografie
Soloveröffentlichungen
- 2006: Straight outta Keller (Demo-CD, Watch your Back/Ruffiction)
- 2007: Kurztrip (Promo-Album, Ruffiction)
- 2009: Kunst des Todes (Ruffiction)
- 2010: Ruffradikal (Online-EP und Limitierte Kleinauflage als Album inkl. Bonussongs, Ruffiction)
- 2012: X (Ruffiction)
- 2016: Narben (Ruffiction)
- 2018: X X (Ruffiction)
- 2018: Panzerband und billiges Crack (Ruffiction)
- 2021: Das Leben danach
- 2021: Was ist bloß mit Hauke los ... (EP)
- 2022: Neue Probleme
- 2022: Neue Perspektive (EP)
- 2024: niewiederatmen

Kollaborationen
- 2005: Uzi Entertainer - Komfortabel Spitten (Watch your Back)
- 2006: Uzi Entertainer - Komfortabel Spitten Directors Cut (Watch your Back)
- 2007: Das wird eine Nacht (Free-Download Sampler, Ruffiction)
- 2008: Crystal, Crack & Kannibalismus (mit Crack Claus, Ruffiction)
- 2011: Trottelschweine (mit Serious Dan, Ruffiction)
- 2019: Bunkerromantik (mit Karmo Kaputto und Dawid DST)
- 2022: Veilchen (mit Karate Andi und Tamas)

Mit Ruffiction
Mit Doom & Death
- 2006: Götterdämmerung (Ruffiction)
- 2012: Last Action Heroes (Ruffiction Productions)